# Катишка
Кати́шка (рос. Катышка) — присілок у складі Алапаєвського міського округу (Верхня Синячиха) Свердловської області.
Населення — 159 осіб (2010, 230 у 2002).
Національний склад населення станом на 2002 рік: росіяни — 87 %.